# 千鳥 (大田区)
千鳥（ちどり）は、東京都大田区の町名。現行行政地名は千鳥一丁目から千鳥三丁目。住居表示実施済区域。

## 地理
大田区の南西部に位置する。地域北部は久が原・南久が原にそれぞれ接する。町域東部は第二京浜（国道1号線）を境に池上に接する。南部から西部は概ね環八通りを境に下丸子・矢口にそれぞれ接する（地名はいずれも大田区）。
町域内を東西に池上通りが通っている。また町域内を東急池上線の線路が通っており、千鳥町駅が設置されている。駅周辺や幹線道路沿いに商店やビルなどが見られるほかは、主に住宅地として利用される。

### 地価
住宅地の地価は、2025年（令和7年）1月1日の公示地価によれば、千鳥2-13-13の地点で56万円/m2となっている。

## 歴史
1968年までは、多くが調布千鳥町（ちょうふちどりちょう）と呼ばれていた区域である。町域内の千鳥町駅もそれに因んでいる。

### 新田球場と同潤会住宅
千鳥二丁目内で現在短冊状になっている街区には、1926年（大正15年）から1934年（昭和9年）まで慶應義塾大学の総合運動施設（新田運動場）があった。1万5千人収容の野球場（新田球場）を備え、東京六大学野球の試合が行われた。運動場が横浜市日吉に移転すると、その跡地に住宅街を整備した財団法人同潤会が、1939年（昭和14年）に「調布千鳥町住宅」として分譲し、現在に至る。
また、千鳥町駅は1926年（大正15年）の開業から1935年（昭和10年）末まで駅名が「慶大グラウンド前駅」であった。

### 沿革
- 1878年（明治11年） - 「郡区町村編制法」の施行により、東京府荏原郡峰村となる。
- 1889年（明治22年） - 町村制の施行により上沼部村・下沼部村・鵜ノ木村と合併して調布村となり、当地は大字峰字千鳥久保（「千鳥窪」、「千鳥凹」とも表記）、横須賀となる。
- 1928年（昭和3年）4月1日 - 調布村が町制が施行し、東調布町大字峰字千鳥久保、横須賀となる。
- 1932年（昭和7年）10月1日 - 東京市に編入され、大森区の所属となる。これにより東調布町大字嶺は、調布嶺町と飛び地である調布千鳥町となる。
- 1947年（昭和22年）3月15日 - 大森区が蒲田区を合併して大田区となる。
- 1968年（昭和43年） - 住居表示を実施。調布鵜ノ木町・池上徳持町・久ヶ原町・矢口町の各町の一部を併せて現行の千鳥となる。

## 世帯数と人口
2024年（令和6年）4月1日現在（東京都発表）の世帯数と人口は以下の通りである。
| 丁目       | 世帯数    | 人口     |
| ---------- | --------- | -------- |
| 千鳥一丁目 | 1,906世帯 | 3,173人  |
| 千鳥二丁目 | 2,260世帯 | 3,693人  |
| 千鳥三丁目 | 1,872世帯 | 3,409人  |
| 計         | 6,038世帯 | 10,275人 |

### 人口の変遷
国勢調査による人口の推移。
| 年                 | 人口   |
| ------------------ | ------ |
| 1995年（平成7年）  | 8,110  |
| 2000年（平成12年） | 8,046  |
| 2005年（平成17年） | 8,942  |
| 2010年（平成22年） | 9,583  |
| 2015年（平成27年） | 9,559  |
| 2020年（令和2年）  | 10,348 |

### 世帯数の変遷
国勢調査による世帯数の推移。
| 年                 | 世帯数 |
| ------------------ | ------ |
| 1995年（平成7年）  | 3,692  |
| 2000年（平成12年） | 3,922  |
| 2005年（平成17年） | 4,317  |
| 2010年（平成22年） | 4,946  |
| 2015年（平成27年） | 4,974  |
| 2020年（令和2年）  | 5,682  |

## 学区
区立小・中学校に通う場合、学区は以下の通りとなる（2023年3月時点）。
| 丁目       | 番地                        | 小学校                   | 中学校                 |
| ---------- | --------------------------- | ------------------------ | ---------------------- |
| 千鳥一丁目 | 1番の一部 2番の一部         | 大田区立久原小学校       | 大田区立大森第十中学校 |
| 千鳥一丁目 | 1番の一部 2番の一部 3〜26番 | 大田区立千鳥小学校       | 大田区立大森第七中学校 |
| 千鳥二丁目 | 全域                        | 大田区立千鳥小学校       | 大田区立大森第七中学校 |
| 千鳥三丁目 | 1〜2番 3番の一部 4〜25番    | 大田区立千鳥小学校       | 大田区立大森第七中学校 |
| 千鳥三丁目 | 3番の一部                   | 大田区立東調布第三小学校 | 大田区立大森第七中学校 |

## 事業所
2021年（令和3年）現在の経済センサス調査による事業所数と従業員数は以下の通りである。
| 丁目       | 事業所数  | 従業員数 |
| ---------- | --------- | -------- |
| 千鳥一丁目 | 163事業所 | 873人    |
| 千鳥二丁目 | 133事業所 | 2,392人  |
| 千鳥三丁目 | 61事業所  | 601人    |
| 計         | 357事業所 | 3,866人  |

### 事業者数の変遷
経済センサスによる事業所数の推移。
| 年                 | 事業者数 |
| ------------------ | -------- |
| 2016年（平成28年） | 380      |
| 2021年（令和3年）  | 357      |

### 従業員数の変遷
経済センサスによる従業員数の推移。
| 年                 | 従業員数 |
| ------------------ | -------- |
| 2016年（平成28年） | 3,757    |
| 2021年（令和3年）  | 3,866    |

## 交通

### 道路
- 第二京浜国道（国道1号）
- 東京都道311号環状八号線（環八通り）
- 東京都道421号東品川下丸子線（池上通り）

### 鉄道
町域北部に東急池上線千鳥町駅がある。また、西部からは東急多摩川線下丸子駅が、南部からはその隣の武蔵新田駅が利用できる。

### バス
町域東端の第二京浜に次の路線の停留所がある。いずれも停留所名は「千鳥二丁目」と「池上八丁目」である。
- 東急バス <反01>系統（五反田駅 ⇔ 川崎駅ラゾーナ広場）
- 東急バス <蒲12>系統（蒲田駅 ⇔ 田園調布駅）
- 大田区コミュニティバス（愛称「たまちゃんバス」）

## 施設
- 大田区立千鳥小学校
- 東京朝鮮第六初級学校
- 大田区立こども発達センターわかばの家
- 東京ちどり病院（旧 木村病院）
- 千鳥郵便局
- 島忠 大田千鳥店
- ダイヤ精機本社工場
- 天理教大美町分教会
- デバイス販売テクノ株式会社 本社

## その他

### 日本郵便
- 郵便番号 : 146-0083[2]（集配局 : 千鳥郵便局[17]）。